# Alpenparelmoervlinder
De Alpenparelmoervlinder (Melitaea varia) is een vlinder uit de familie Nymphalidae (aurelia's). De wetenschappelijke naam is voor het eerst geldig gepubliceerd in 1851 door Meyer-Dur.
De soort komt voor in Europa.
1. ↑  (en) Alpenparelmoervlinder op de IUCN Red List of Threatened Species.